# موتوسوامي ديكشيتار
موتوسوامي ديكشيتار ((باللغة التاميلية:முத்துஸ்வாமி தீக்ஷிதர்)؛ و (باللغة التيلوغوية:ముత్తు స్వామీ దీక్షితులు)؛ و (باللغة الكنادية: ಮುತ್ತು ಸ್ವಾಮೀ ದೀಕ್ಷಿತರು)) (و.24 مارس 1775 – 21 أكتوبر 1835) هو شاعر من جنوب الهند، وهو أحد الثالوث الموسيقي المقدس للموسيقى الكاناتيكية. وتتصف مؤلفاته، التي يقدر المعروف منها بحوالي 500، بتأمل الطبيعة وتجسيد جوهر أشكال راجا من خلال أسلوب الفاينيكا (فينا) الذي يجسد رموز الجاماكا الموسيقية وتتميز في العادة بسرعة بطيئة (تشوكا كالا). وهو معروف كذلك باسم الشهرة: جوروجوها (Guruguha). وجديرٌ بالذكر أن مؤلفاته تُغنى بصورة كبيرة وتُعرف في الحفلات الكلاسيكية للموسيقى الكارناتيكية.
يتكون الثلاثي الموسيقي المقدس من ديكشيتار، وتياجارجا (1767–1847)، وسياما ساستري (1762–1827)، وبالرغم من ذلك، كانت مؤلفاته جميعًا باللغة السانسكريتية، على عكس مؤلفات الآخرين التي كتبت باللغة التيلجوية.

## النشأة والخلفية
وُلد موتوسوامي ديكشيتار في تيروفارور (في مقاطعة تيروفارور، التي تكوّن ما يُعرف الآن بولاية تاميل نادو)، وهو الابن الأكبر للزوجين البراهميين الآيريين التاميليين راماسوامي ديكشيتار (Ramaswami Dikshitar) وسوباما (Subbamma). ووفقًا لتاريخ سبوباراما ديكشيتار، وُلد موتوسوامي ديكشيتار في عام مانماتها، في شهر بانجوني في برج كرتيكا. وقد سمي باسم معبد الإله «موتوكوماراسوامي»؛ وتقول الأسطورة أنه ولد بعد أن صلى والداه متضرعين في معبد فياتيسواران (Vaitheeswaran Temple) لإنجاب طفل. ولديه أخوان أصغر منه هما: بالوسوامي وتشيناسوامي، وأخت واحدة هي بالامبال.
وتعلم موتوسوامي اللغة السانسكريتية، وفقًا للتقاليد البراهمينية التعليمية، فضلاً عن النصوص الفيدية (Vedas)، والنصوص الدينية الأخرى. وقد تلقى تعليمه الموسيقي الأولي على يد والده.
وأثناء فترة المراهقة، أرسله والده إلى الحج مع راهب متجول اسمه تشيدامباراناتا يوجي، لاكتساب المعرفة الموسيقية والفلسفية. وخلال رحلة الحج هذه، زار العديد من الأماكن في شمال الهند، واكتسب نظرة عامة شاملة تجلت في العديد من مؤلفاته. وخلال إقامته في كاشي (فاراناسي)، عرّف معلمه تشيدامباراناتا يوجي بأسلوب فينا المتفرد ثم توفي بعد ذلك بفترة وجيزة. ولا تزال مقبرة سامادهي (Samadhi) التي دفن فيها تشيدامباراناتا يوجي في منطقة هانومان غات في فاراناسي.

## أعماله الموسيقية
تنص الأسطورة أن معلمه طلب منه زيارة تبروتاني (Tiruttani) (وهي مدينة يوجد بها معبد يقع بالقرب من تشيناي). وهناك ظهر له رجل مسن وطلب منه أن يفتح فمه، بينما هو مستغرق في حالة تأمل عميقة. ووضع العجوز حلوى من السكر في فمه واختفى بعدها وعندما فتح فمه، تجلت له صورة للإله موروجا، فانفجر ينبوع الإلهام لديه وبدأ في كتابة مؤلفه الأول «شري ناتادي جوروجوهو» بأسلوب راجا مايامالافاجوالا (Mayamalavagowla).
وتوجه بهذا النشيد إلى الإله (و/أو معلمه) في التصريف الأول بالسنسكريتية. وبعد ذلك كتب ديكشيتار أناشيد في مجموعة التصريفات الثمانية للإله. وهي عبارة عن ألقاب استخدمها لمدح معلمه، وبها إشارات قليلة للغاية إلى الإله موروجا أو إلى الشكل ساجونا الذي تجلى به الإله، كما في تيروتاني (Thiruthani).
وبعد ذلك ذهب إلى الحج وزار العديد من المعابد في كانتشي، وتيروفانامالاي، وتشيدامبارام، ومدينة تيروباتي، وكالاهاستي، وألف بها كذلك، ثم عاد إلى تيروفارور.
وقد تفوق موتوسوامي ديكشيتار في أسلوب فينا، وظهر تأثير عزف الفينا في أعماله بوضوح، خاصةً رموز الجاماكا. ففي مؤلفه بالاجوبال (Balagopal)، وصف نفسه بأنه فيانيكا جاياكا (vaiNika gAyaka)، أي «عازف الفينا». وقد حاول العزف على الكمان؛ ومن بين أتباعه، فاديفيلو (Vadivelu) أحد الأخوة تانجافور الأربعة (Thanjavur Quartet)، كما تفوق أخوه بالوسوامي ديكشيتار في العزف على الكمان في الموسيقى الكارناتيكية، والتي تعتبر إحدى الأدوات الرئيسية التي يستخدمها فرق الموسيقى الكارناتيكية اليوم.

### نجاح ديكشيتار المدوي
وعند عودته إلى تيروفارور، ألف عملاً لكل إله في مجموعة معابد تيروفارور، بما في ذلك تياجاراجا (Tyagaraja) (وهي عبارة عن قصيدة على وزن أمشا عن الإله شيفا)، كبير الآلهة، نيلوتبالامابال، وزوجته، والإلهة كامالامابال، وهي إلهة مستقلة لها أهمية كبيرة في أسطورة التنترية والتي يقع معبدها ضمن مجموعة المعابد هذه. وحينها ألّف مجموعة أعماله الأشهر أناشيد كامالامبا نافافارنا (Kamalamba Navavarna Kritis) التي تمتلئ بالكتابات الرمزية، والتي أثبت أنها عرض لمؤلفاته الأخرى. كتبت أناشيد فارانام التسعة هذه بالتصريفات السانسكريتية الثمانية جميعًا، وتُغنى كاحتفال بجوروجوها جايانتي (Guruguha Jayanti) الذي يتم كل عام. وتابع إظهار قدراته من خلال تأليف أناشيد نافاجراها (Navagraha Kritis) في مدح الكواكب التسعة. تعكس أشعار الأغنيات معرفة عميقة بالسحر وقواعد علم الفلك كما تعتبر أناشيد نيلوتبالاما (Nilotpalamba Kritis هي مجموعة مؤلفات كلاسيكية أخرى التي بعثت أسلوب الراجا، من أمثلة ناراياناجوالا (Narayanagaula)، وبورفاجاولا (Purvagaula)، وتشاياجاولا (Chayagaula).

## الأتباع
تعلم على يد موتوسوامي ديكشيتار أربعة أساتذة من أساتذة الرقص من تانجافور، هم: سيفاناندام (Sivanandam)، وبونايا (Ponnayya)، وتشينايا (Chinnayya)، وفاديفيلو (Vadivelu). فقد أبدوا رغبتهم في تعلم الموسيقى على يديه وطلبوا أن يصحبوه إلى تانجافور. ومن ثَم، نقل إليهم تقاليد الميلا الاثنين والسبعين التي وصلت من فينكاتا فايدياناتا ديكشيتا (Venkata Vaidyanatha Dikshita). وعبر التلاميذ عن عرفانهم بالجميل من خلال تأليف مجموعة من تسع أغنيات أطلقوا عليها اسم نافاراتنا مالا (Navaratna Mala) مدحوا فيها أستاذهم. وكوّن هؤلاء الأتباع الأربعة ما عرف باسم رباعي تانجوري (Tanjore Quartette)، واعتبروا المؤلفين الأساسيين لموسيقى بهاراتاناتيام (Bharatanatyam).
في عمرٍ مبكر، ألّف ديكشيتار موسيقى لفرق غربية في فورت سانت جورج. وفي مرحلة لاحقة، ألّف ديكشيتار كذلك أربعين أغنيةً للعديد من النغمات (أغلبها من التراث الغربي) اقتبسها بحرية تامة إلى أسلوب الراجا مثل سانكارابهارانا (sankarabharaNa). وتُعرف مجموعة النصوص هذه باسم نوتوسفارا ساهيتيا (nottusvara sAhitya) (أي: نوتوسفارا = «ملاحظات» سوارا). ويبدو تأثير أساليب الموسيقى الكلتية (Celtic music) وموسيقى عصر الباروك (Baroque music) في هذه المؤلفات واضحًا وجليًا (مثل، ساكتي ساهيتها جاناباتيم (Sakthi Sahitha Ganapatim)، على القناة فوليه فو دانسر (voulez-vous dancer)، فاراشيفا بالام (Varashiva Balam)). هناك اعتقاد شائع بأن هذه المؤلفات قد وضعت بتوصية من سي.بي. براون، الجامع المشهور في كوداباه. وهو أمر مستحيل أن يحدث، فمن المستحيل أن يكون أحدهما قد التقى الآخر. فقد غادر موتوسوامي ديكشيتار مادراس عام 1799. بينما أتى براون إلى مادراس عام 1817، وتعلم التيلوجو عام 1820، بينما انتقل إلى كوداباه في العام نفسه.

## السامادهي (الضريح)
في يوم ديبافالي (Deepavali)، في عام 1835، عزف ديكشيتار بوجا كالعادة، وطلب من طلابه أن يؤدوا أغنية «ميناكشي مي مودام» (Meenakshi Me Mudam) بأسلوب الراجا البورفيكالياني (Poorvikalyani).
وعندما وصل غناء طلابه إلى السطر «مينا لوتشاني باسا موتشاني»، رفع يديه وقال «سيف باهي»، ثم أسلم روحه.
ويوجد تمثاله في إتايا بورام (مسقط رأس ماهاكافي بهاراتهي (Mahakavi Bharathi)، والتي تقع بين كيولباتي (14 كم) وتوتيكورين.

### أحفاده
توفي موتوسوامي ديكشيتار في 21 أكتوبر 1835. وكان لديكشيتار ابنة، ولكن كان أحفاد أخيه بالوسوامي هم من حافظ على تراثه الموسيقي، وقد شاعت مؤلفاته بفضل الجهود التي بذلها أشخاصٌ مثل: سوباراما ديكشيتار، وأمبي ديكشيتار.
بالوسوامي ديكشيتار، الحفيد السادس من الأسرة، هو عازف جيتار شهير، حقق شهرته بمجهوده الشخصي، كان يقيم في تريتشي، ثم انتقل إلى تشيناي عام 1957. وقد توفي في نوفمبر 1985. وله ولدان وابنتان أما ابنه الأكبر، الحفيد السابع من العائلة، فقد تقاعد من وظيفة كبير المديرين التنفيذيين في مجموعة بنوك البنك الحكومي في إنديانا، ثم أصبح المدير الإداري والتنفيذي لبنك خاص. أما الابن الأصغر فهو يدير تجارته الصغيرة بالقرب من مادوراي. والابنتان كلتاهما متزوجتان ومستقرتان في تشيناي.
وتمتلك العائلة رموزًا عديدة، من بينها: راجا راجيسواري (Raja Rajeswari)، وفالابها جاناباتي (Vallabha Ganapathi)، وسري تشاكرا (Sree Chakra)، وبانالينجام (, Banalingam)، وساليفرامام (Saligramam)، والعديد من الرموز الأخرى، التي سلمها المعلم تشيدامباراناتا يوجي إلى شري موتوسوامي ديكشيتار، ويحفظها الابن الأكبر موتوسوامي مع الفيينا (مع يالي موكها المقلوبة)، مع النقش السنسكريتي «سري رام»، الذي يقال أنه قد منحته إياه الإلهة ساراسفاتي (Sarasvati)، عندما كان يسبح في نهرجانجيز، كعلامة على أنه حضرمانترا سيدهي (Mantra Siddhi).

## مؤلفاته الموسيقية
يتراوح عدد مؤلفاته الموسيقية بين 450 إلى 550، وقد تغنى بمعظمها موسيقيون معاصرون في حفلات الموسيقى الكارناتيكية. وقد كتبت غالبية مؤلفاته بالسنسكريتية وفي شكل أناشيد، أي قصائد معدة للغناء مع الموسيقى. وقد سافر موتوسوامي ديكشيتار إلى العديد من الأضرحة المقدسة خلال حياته، وألف العديد من الأناشيد عن الآلهة والمعابد التي زارها يقال إن ديكشيتار قد ألف أكبر مجموعة من أناشيد الآلهة مقارنةً بأي مؤلف آخر.[بحاجة لمصدر]
وتتميز كل من مؤلفاته بالتفرد والبراعة الإبداعية. كما تتميز مؤلفاته بالعمق وروحانية اللحن — وتعتبر رؤياه الخاصة ببعض تركيبات الراجا هي الكلمة الفيصل في هذا التركيب. وتدور كلماته المكتوبة بالسنسكريتية عن مدح آلهة المعابد، ولكن موتوسوامي قد أدخل مفاهيم أدفيتا (Advaita) بسلاسة في أغنياته، الأمر الذي كوّن علاقة أصيلة بين فلسفة الأدفيتا وعبادة الآلهة المتعددة. كما اشتملت أغنياته على الكثير من المعلومات عن تاريخ المعابد وخلفياتها، ومن ثم حافظت على التقاليد المتبعة في الأضرحة القديمة.
كما التزم موتوسوامي بمشروع التأليف في الميلاكارتا (Melakartha) الاثنين والسبعين من تراكيب الراجا، (ضمن مخطوطة أسامبورنا ميلا (Asampurna Mela))، ومن ثَم قدّم مثالاً موسيقيًا لتراكيب الراجا النادرة والمفقودة. وكذلك، كان رائدًا في تأليف أناشيد ساماشتي تشارانام (وهي أغنيات تتكون من مقطع شعري رئيسي أو شطر شعري يتبعه مقطع شعري واحد فقط، على عكس الأناشيد التقليدية، التي يتبعها مقطعان). كان ديكشيتار رائدًا لموسيقى التالا (tala)، وهو المؤلف الوحيد الذي وضع أناشيد في التركيبات السبعة لموسيقى التالا للمخطط الكاناتيكي. وأظهر ديكشيتار مهارته في السنسكريتية من خلال التأليف في التصريفات الثمانية جميعها.
ونظرًا لثراء التركيب راجا بهافا (bhava)، وبهاء المحتوى الفلسفي وفخامة كتاباته، ظلت أغنيات ديكشيتار غير مسبوقة.
ألّف موتوسوامي ديكشيتار العديد من الأناشيد في مجموعات. وتوضح قائمة مؤلفات موتوسوامي ديكشيتار هذه المجموعات والمؤلفات التي تنتمي لكل مجموعة.

## وصلات خارجية
- موتوسوامي ديكشيتار على موقع الموسوعة البريطانية (الإنجليزية)
- موتوسوامي ديكشيتار على موقع ميوزك برينز (الإنجليزية)